# Łazy (Maków)
Pour les articles homonymes, voir Łazy.
Łazy (prononciation : [ˈwazɨ]) est un village polonais de la gmina de Krasnosielc dans le powiat de Maków de la voïvodie de Mazovie dans le centre-est de la Pologne.
Il se situe à environ 4 kilomètres au nord-ouest de Krasnosielc (siège de la gmina), 19 km au nord de Maków Mazowiecki (siège du powiat) et à 91 km au nord de Varsovie (capitale de la Pologne).

## Histoire
De 1975 à 1998, le village appartenait administrativement à la voïvodie d'Ostrołęka.